# Хо Сон Те
Хо Сон Те (кор. 허성태, інший варіант написання імені — Хо Сон Тхе; нар. 20 жовтня 1977) — південнокорейський актор із понад 60 фільмами та телевізійними роликами в доробку. Він став відомим на національному рівні як Ха Іль Су в трилерному фільмі 2016 року «Епоха тіней», а також отримав міжнародну відомість за роль мафіозі у серіалі «Гра в кальмара».

## Раннє життя
Хо народився в Пусані, Південна Корея. Він закінчив Національний університет Пусана де здобув освіту з російської мови. До початку роботи він продавав телевізори на російському ринку для корпорації LG. Пізніше він приєднався до відділу планування та координації суднобудівної компанії.

## Кар'єра
Свою акторську кар'єру Хо розпочав у 2011 році, коли взяв участь у шоу талантів SBS «Чудове прослуховування» (기적 의 오디션). За словами Хо, він п'яним записався на прослуховування, побачивши рекламний ролик для шоу.
Хо став відомим на національному рівні як Ха Іль Су в трилерному фільмі 2016 року «Епоха тіней».
Йому довелося вивчити маньчжурську мову для ролі у "Фортеці" (2017). Хо знявся в ролі гангстера Джана Док Су в серіалі Netflix «Гра в кальмара» (2021).

## Фільмографія

### Фільми
| Рік  | Заголовок                                       | Роль            | Примітки |
| ---- | ----------------------------------------------- | --------------- | -------- |
| 2012 | «Маскарад»                                      |                 | [ 5 ]    |
| 2014 | «Людина на високих підборах»                    |                 | [ 5 ]    |
| 2014 | «Морський туман»                                |                 | [ 5 ]    |
| 2014 | «Королівський кравець»                          | Офіцер Чон      |          |
| 2015 | «Детектив бойових мистецтв: Китайський квартал» | Безпритульний 2 | [ 5 ]    |
| 2015 | «Три літні ночі»                                |                 | [ 5 ]    |
| 2015 | «Ніч пророка»                                   |                 | [ 5 ]    |
| 2016 | «Епоха тіней»                                   | Ха Іль-су       |          |
| 2017 | «Фортеця»                                       | Йон Голь Де     |          |
| 2017 | «Розбійники»                                    | Гадюка          |          |
| 2017 | «Братани»                                       | Монах / Хьон Бе |          |
| 2017 | «Шахраї»                                        | Чан Ду Чхіль    |          |
| 2018 | «Фен-шуй»                                       | Лі Сі Ян        |          |
| 2018 | «Нестримний»                                    | Лі Чон Ран      | [ 6 ]    |
| 2019 | «Зоряний»                                       |                 | [ 6 ]    |
| 2019 | «12-й предмет»                                  | Но Сок Хьон     | [ 6 ]    |
| 2019 | «Маль Мо Ї: Таємна місія»                       | Уеда            |          |
| 2019 | «Божественний хід 2: Гнівний»                   | «Трава Пусана»  | [ 6 ]    |
| 2019 | «Чорні гроші»                                   | Прокурор Чхве   | [ 6 ]    |
| 2020 | «Hitman: Агент Джун»                            | Хьон До         |          |

### Телебачення
| Рік  | Заголовок                | Роль          | Примітки |
| ---- | ------------------------ | ------------- | -------- |
| 2015 | «Місто Сонця»            |               |          |
| 2017 | «Відьма в суді»          | Пек Сан Хо    |          |
| 2017 | «Тунель»                 | Чон Хо Йон    |          |
| 2017 | «Королева на сім днів»   | Шаман         |          |
| 2018 | «Ваша честь»             | Хон Чон Су    |          |
| 2018 | «Хрест»                  | Кім Хьон Бом  |          |
| 2019 | «Спостерігач»            | Чан Хе Рьон   |          |
| 2019 | «Печінка або смерть»     |               |          |
| 2019 | «Різні мрії»             | Мацуура       |          |
| 2019 | «Голос»                  | інформатор    | 3 сезон  |
| 2019 | «Щоденник психопата»     | Чан Чхіль Сон |          |
| 2021 | «Клуб бадмінтону»        | Тренер Чхон   |          |
| 2021 | «Монстр: По той бік зла» | Лі Чхан Джін  |          |
| 2021 | «Гра в кальмара»         | Джан Док Су   |          |
| 2021 | «Море спокою»            | Кім Че Сон    |          |

## Вибрані нагороди та номінації
| Рік  | Нагорода                               | Категорія                     | Робота       | Результат | Примітка |
| ---- | -------------------------------------- | ----------------------------- | ------------ | --------- | -------- |
| 2018 | Премія SBS драма 2018                  | Найкращий актор другого плану | «Ваша честь» | Номінація |          |
| 2018 | 54-та церемонія Премії мистецтв Пексан | Найкращий новий актор — фільм | «Розбійники» | Номінація | [ 7 ]    |